# Vũ An (xã)
Vũ An là một xã thuộc huyện Kiến Xương, tỉnh Thái Bình, Việt Nam.
Xã Vũ An có diện tích 3,09 km², dân số năm 2009 là 3.971 người, mật độ dân số đạt 1.285 người/km².
Xã Vũ An có 5 thôn: Thôn An Vinh, Thôn Đô Lương, Thôn Phụng Thượng, Thôn Đồng Lầu, Thôn Đồng Tâm.
Xã Vũ An có 1 đền thờ tên gọi Đền Vua rộc tại thôn An Vinh, một chùa chùa Đông tại thôn Phụng Thượng, có 2 nhà thờ đạo thiên chúa (Nhà thời giáo xứ Đồng Quan tại thôn Đồng Tâm, và Nhà thờ họ Phụng Thượng tại thôn Phụng Thượng)